# Aiza Gazujewa
Aiza Gazujewa, znana też jako Aizan, Elza, Luisa lub Luiza (ur. 14 marca 1984, zm. 29 listopada 2001 w Urus-Martan) – Czeczenka, pierwsza czeczeńska szahidka, która dokonała samobójczego zamachu bombowego.
Gazujewa w czasie wojny straciła męża, którego żoną była przez dwa miesiące, dwóch braci i kuzyna. Jeden z braci, który stracił obie nogi wskutek wybuchu miny w czasie I wojny czeczeńskiej, został zastrzelony bez żadnego powodu przez rosyjskiego żołnierza w pobliżu jej rodzinnego domu.

## Okoliczności zamachu
Zamach Gazujewej prawdopodobnie został przeprowadzony spontanicznie, bez porozumienia z separatystami czeczeńskimi. Celem zamachu był generał major Gajdar Gadżijew, dowódca okręgu wojskowego Urus-Martan w Czeczenii, którego winiła za śmierć swojego męża. Gadżijewowi podlegały oddziały znane ze szczególnego okrucieństwa wobec czeczeńskich cywilów. W dniu zamachu Gazujewa podeszła do generała, który rozmawiał z grupą żołnierzy rosyjskich, przed budynkiem komendantury wojskowej. Jej ostatnie słowa, skierowane do generała Gadżijewa miały brzmieć: „Poznajesz mnie?”, na co generał odparł: „Nie mam czasu z tobą rozmawiać”. Po tych słowach Gazujewa zdetonowała granaty, ukryte pod ubraniem. Zamachowczyni zginęła na miejscu, jej głowę znaleziono kilkanaście metrów od miejsca zamachu. Gadżijew został ciężko ranny, mimo iż miał na sobie kamizelkę kuloodporną. W wyniku wybuchu stracił oczy i ramię. Zmarł z ran 1 grudnia 2001 w szpitalu w Mozdoku. W zamachu zginął także żołnierz z osobistej ochrony generała, kolejni dwaj zostali ranni.

## Następstwa zamachu
Po zamachu nastąpiła seria represji, skierowanych przeciwko rodzinie Aizy Gazujewej i miejscowej ludności. Żołnierze wysadzili w powietrze dom, należący do rodziców zamachowczyni, zniszczono także wszystkie okoliczne domy. Po zamachu zatrzymano w mieście 72 osoby, z których część nigdy nie została odnaleziona. Dzień po zamachu zatrzymano kilkanaście osób we wsi Ałkchan-Jurt, z których część została zamordowana.